# 樓下的房客
《樓下的房客》（英語：The Tenants Downstairs）是一部藉由窺視來呈現人性的劇情片，於2016年8月12日上映。榮獲第53屆金馬獎最佳女配角、最佳視覺效果提名。
本片改編自台灣知名作家九把刀小說《樓下的房客》；由崔震東擔任導演、製片，柴智屏監製、 九把刀編劇，崔震東、柴智屏、江志強為出品人。製片公司為安邁進國際影業股份有限公司。本劇2015年9月18日公布卡司，2015年9月28日開鏡，2015年10月7日公布房客以及訪客，2015年10月10日開拍，於2015年11月殺青，2016年8月12日於香港、台灣同步上映；2016年8月25日於馬來西亞上映；2016年10月13日於新加坡上映。
該電影被選為台北電影節開幕片並得到觀眾票選獎。獲選紐約亞洲電影節閉幕片。也參加諸多國際影展競賽項目，首映並非在韓國，卻破例入圍韓國富川國際奇幻電影節競賽單元、從700部以上參賽片中脫穎而出，成功擠進20強，選為法國巴黎影展L'Étrange Festival競賽片、也相繼選為夏威夷國際影展競賽片、比利時布魯日影展競賽片。

## 劇情簡介
在一間偵訊室裡，一名警員正在問話一名男子。這名男子說他從遠房親戚那繼承了一間有套房的大樓，於是他成了這棟樓的房東，將套房出租給房客。房東自己住的頂樓套房有螢幕，能看到每間套房的情況，每間房間都設有暗藏的攝影機。他的房客有：離異的王名凱先生和他唸小學四年級的女兒、利用自己身材在公司裡求取金錢與好處的OL陳敏慧、愛偷看鄰居並喜歡陳小姐的體育老師張國生、對超能力有著狂熱想法的宅男大學生柏彥，以及一對男同志伴侶郭力與令狐。房東還說，有個叫穎如的神秘女子住在他頂樓套房下面那間，但警方查不到有名為穎如的人曾住在那。
房東密切監視著他的房客，瞭解了每個人的生活規律。但他發現穎如沒有明顯的生活規律。某日，當穎如外出時，他潛入她的套房裡進行偵查，但穎如卻意外地帶著一名男子回來。房東趕緊躲藏起來，看著穎如用毒茶迷昏那名男子，然後把他綁在浴缸裡。但房東並沒有報警。過了幾天，穎如將這名男子折磨至死。再過幾天，穎如又將一名被捆綁的女子裝在行李箱裡拉回她的套房，並在浴缸裡對她進行折磨，直至她死去。房東最後找到穎如對質，穎如表示她不能接受一成不變或沒有可能性的生活。因此，她決定逃避平凡的生活，並打破任何阻擋她的界限。房東深受其言，決定破壞他的房客那些一成不變的生活。
房東欺騙柏彥，讓他以為自己具有瞬間移動的超能力；他又操弄郭力和令狐，使他們相信對方出軌；他讓張國生潛入陳敏慧的房間與她發生關係；並在王名凱的蚊香中加入春藥，導致他對自己的女兒產生不正當的慾望。最後，因為房東的種種傳奇行為，王名凱和令狐兩人死亡。
警方的偵訊官指出房東故事中不符合事實的地方。陳敏慧其實是王名凱的妻子；郭力和令狐是叔侄關係，而非戀人；張國生是一位同志大學教授，所以不可能對陳敏慧心生情慾；柏彥是個模範生，他並不對超能力著迷。
當房東正在被偵訊時，一名警察打斷了他，發現了房東的真實身分。房東原名張家俊，是一名警察，警校147期的第一名畢業生。他曾參與連續殺人魔黃四郎的案子。為了證實黃四郎的精神狀態，張家俊自告奮勇進入精神病院進行臥底。但出乎意料的是，負責這次臥底行動的陳隊長發生車禍變成植物人，這使得沒人能證明張家俊是在臥底，他被當作真的瘋子，在精神病院受到醫護人員的凌虐。黃四郎把他害死學生（包括張家俊的女兒）那棟樓的鑰匙給了張，接著就上吊自殺了。直到陳隊長過世後，陳隊長的妻子找到了他的秘密日誌，張家俊才被釋放出院。但那時，他的性格已經被扭曲，他選擇離開警隊，甚至連補償金也沒有領取。之後，他來到了黃四郎曾綁架和殺害多名學生的那棟大樓，開始在那裡接受房客。他還幻想自己的女兒穎如是其中的一位房客，而且還把自己當作穎如，他追踪到曾在精神病院中強行治療他的人，並一一對他們進行折磨直至死亡。

## 演員陣容

### 主演
| 角色名稱         | 演員姓名         | 介紹                                                 | 真實身分 |
| 張家俊 (房東)    | 任達華           | 房東，喜愛偷窺房客。                                 | 警校147期第一名畢業，曾參與連續殺人魔黃四郎案子，為了證實黃四郎的精神狀況，自告奮勇去精神病院臥底。但沒想到負責臥底行動的陳隊長發生車禍成植物人，以致無人能證實臥底身分被當成瘋子，飽受醫護人員凌虐，直到陳隊長過世後，他妻子找到他的秘密日誌才得以出院，而性格早已扭曲的他則離開警隊，連補償金也沒拿。 |
| 張穎如（穎如）   | 邵雨薇           | 連續殺人魔                                           | 張家俊的女兒，被連續殺人魔黃四郎殺害的7位女高中生之一，後續皆為性格扭曲的張家俊幻想出來的人物。 |
| 張穎如（穎如）   | 邱苡媃（童年）   | 連續殺人魔                                           | 張家俊的女兒，被連續殺人魔黃四郎殺害的7位女高中生之一，後續皆為性格扭曲的張家俊幻想出來的人物。 |
| 張穎如（穎如）   | 李佳穎（前導版） | 連續殺人魔                                           | 張家俊的女兒，被連續殺人魔黃四郎殺害的7位女高中生之一，後續皆為性格扭曲的張家俊幻想出來的人物。 |
| 陳敏慧（陳小姐） | 李杏             | 房客，劈腿兼不倫的上班族。擅長替男人服務，但不是免費 | 良家婦女，為王先生的老婆、王小妹的母親 |

### 特別演出
| 角色名稱 | 演員姓名 | 介紹                                       | 真實身分                                                     |
| 郭力     | 李康生   | 房客，有同志傾向的已婚大學教授，令狐男友。 | 肺腺癌末期的搬家工人，行動不便需坐輪椅，與郭有信為叔姪關係。 |
| 刑警     | 馮凱     |                                            | 審問房東的警察。                                             |

### 聯合主演
| 角色名稱         | 演員姓名         | 介紹 | 真實身分 |
| 張國生（老張）   | 莊凱勛           | 房客，喜愛偷窺、喝過期牛奶，有家暴前科的好色體育老師。                                                                                                   | 同性戀，大學教授，後人間蒸發。 |
| 張國生（老張）   | 陳為民（前導版） | 房客，喜愛偷窺、喝過期牛奶，有家暴前科的好色體育老師。                                                                                                   | 同性戀，大學教授，後人間蒸發。 |
| 柏彥             | 侯彥西           | 房客，大學生，成天黏網宅，是個廢人，相信超能力如湯匙弄彎、瞬間移動等，以為自己在不省人事時會瞬間移動，事實上是房東使用安眠藥使其昏睡，再將他移動至他處。 | 用功上進的臺大醫學院學生。 |
| 王名凱（王先生） | 游安順           | 房客，王芸可之父，對其有性幻想，曾離過婚。 | 仍然是王小妹的父親，與陳小姐有婚姻關係，幸福的一家子。                                                                                            |
| 王名凱（王先生） | 陳文彬（前導版） | 房客，王芸可之父，對其有性幻想，曾離過婚。 | 仍然是王小妹的父親，與陳小姐有婚姻關係，幸福的一家子。                                                                                            |
| 黃四郎(老富翁)   | 陳慕義           | 前屋主 | 連續殺人犯，在殺害7位女高中生後，遭到逮捕，但法官認定患有精神病並強制送醫，在精神病院與張家俊隔壁房，將房子鑰匙給受凌虐而發瘋的張家俊後上吊自殺。 |
| 王芸可（王小妹） | 何潔柔           | 房客，王名凱之女兒。 | 仍然是王名凱的女兒；陳小姐之女兒 |
| 郭有信(令狐)     | 森竣             | 房客，郭力男友。 | 本名郭有信，郭力的姪子，偶爾才到租屋處照顧郭力。                                                                                                  |

### 其他演員
| 角色名稱     | 演員姓名 | 介紹                                                                                     | 真實身分                                                               |
| 斯文男       | 周孝安   | 被穎如誘拐至公寓並虐殺致死的人。                                                         | 療養院管理員，曾雞姦張家俊，最後被他虐殺，成為此次事件中第一位受害者。 |
| 女店員       | 杜詩梅   | 藥局人員，被穎如綁來公寓，以同樣的方式，強灌廁所清潔劑而死，成為此次事件中第二位受害者。 | 療養院管理員，曾強灌張家俊餵食，最後被其虐殺。                         |
| 警長         | 柯叔元   |                                                                                          | 負責偵辦張家俊的長官。                                                 |
| 解謎警察     | 郭鑫     |                                                                                          | 負責調查房東身分的警察。                                               |
| 陳警官       | 王道     |                                                                                          | 負責張家俊臥底行動的長官，唯一知道其臥底身分的人。                     |
| 陳警官妻子   | 張瓊姿   |                                                                                          | 陳警官的遺孀，在整理其遺物時意外揭發張家俊臥底身分。                   |
| 胖老闆       | 北村豐晴 | 陳小姐的上司。與陳小姐有不倫戀情。                                                       | 張家俊的幻想人物。                                                     |
| 老男人       | 沈孟生   | 陳小姐一夜情對象                                                                         | 張家俊的幻想人物。                                                     |
| 帥男         | 林敬倫   | 陳小姐一夜情對象                                                                         | 張家俊的幻想人物。                                                     |
| 女高中生     | 張嘉方   |                                                                                          | 被黃四郎凌虐的女子，在黃四郎遭張家俊破門逮捕後生死不明。               |
| 叫賣哥       | 蔡昌憲   |                                                                                          |                                                                        |
| 療養院管理員 | 李英宏   |                                                                                          |                                                                        |

## 幕後花絮
導演崔震東表示，初次翻閱《樓下的房客》這本小說就欲罷不能，不僅通宵不睡一口氣讀完，當下更立刻決定有一天一定要將這個故事拍攝成電影，因此四年前即搶先買下這個作品的電影版權。《樓下的房客》總預算預估新台幣一億五千萬，將完全以搭景的方式拍攝，於片場打造故事中神秘的獨棟四層樓房，對於導演表示創意與尺度皆不設限，目前正撰寫劇本的九把刀說：能夠參與這個電影製作真是一件過癮奢侈的事。
由於本片是限制級電影，劇組對年僅九歲飾演王小妹的童星何潔柔十分地保護。不僅在排敏感戲碼的時候將她帶開，在她的劇本裡也是塗塗改改。但在發布會上，記者不慎在訪問中提到A片讓何潔柔產生好奇，現場一度陷入尷尬，所幸導演崔震東反應快，回答她：「就是B片的哥哥啊」才化解尷尬氣氛。

## 工作人員
- 出品人：崔震東、柴智屏、江志強
- 製片人：崔震東
- 監製：柴智屏
- 導演：崔震東
- 編劇：九把刀
- 攝影指導：光維
- 音樂指導: 崔震東
- 配樂：侯志堅、林奕汎
- 造型指導：吳里璐
- 美術指導：五辻 圭 Itsutsuji Kei
- 視覺效果指導: 左志中
- 製片公司：安邁進國際影業股份有限公司
- 出品公司：安邁進國際影業股份有限公司、群星瑞智國際娛樂股份有限公司、安樂影片有限公司、中藝國際影視股份有限公司、 MM2 Entertainment PTE LTD

## 分級制度
| 國家／地區 | 級別   |
| ---------- | ------ |
| 臺灣       | 限制級 |
| 香港       | III級  |
| 马来西亚   | 18     |
| 新加坡     | R21    |
| 日本       | R18+   |
|            | 19     |
| 泰國       | 18     |
| 印度尼西亞 | 21+    |

## 電影歌曲
| 曲別       | 歌名                                  | 演唱/演奏者    | 作詞   | 作曲                        |
| 主題配樂   | 黑色星期天                            | 波士頓交響樂團 |        | 萊索·塞萊什（Rezső Seress） |
| 電影主題曲 | Rent Money（中文：樓下的房客）        | terrytyelee    | 梁永泰 | 梁永泰、林冠吟              |
| 電影配樂   | Adagio Cantabile （中文：如歌的慢板） | 波士頓交響樂團 |        | 林奕汎 Ivan Linn            |

## 獎項
該電影獲選為台北電影節開幕片獲選紐約亞洲電影節纽约亚洲电影节閉幕片。也參加諸多國際影展競賽項目，首映並非在韓國，卻破例入圍了韓國富川國際奇幻電影節Bucheon International Fantastic Film Festival / BiFan 競賽單元、從700部以上參賽片中脫穎而出，成功擠進20強，選為法國巴黎影展競賽片、夏威夷國際影展競賽片、比利時布魯日影展競賽片。
| 年份   | 頒獎典禮         | 獎項         | 獲提名者                     | 結果 |
| ------ | ---------------- | ------------ | ---------------------------- | ---- |
| 2016年 | 2016年台北電影節 | 觀眾票選獎   | 《樓下的房客》               | 獲獎 |
| 2016年 | 2016年台北電影節 | 十大劇情長片 | 《樓下的房客》               | 提名 |
| 2016年 | 第53屆金馬獎     | 最佳女配角   | 李杏                         | 提名 |
| 2016年 | 第53屆金馬獎     | 最佳視覺效果 | 左志中、何孟翰、楊欣林、游永杰 | 提名 |

## 原著
| 出版日期       | 書名           | 作者   | 出版社   | ISBN                   |
| -------------- | -------------- | ------ | -------- | ---------------------- |
| 2004年12月17日 | 《樓下的房客》 | 九把刀 | 蓋亞文化 | ISBN 978-986-745-015-9 |

## 外部連結
- 樓下的房客的Facebook專頁
- Yahoo奇摩電影上《樓下的房客》的資料（繁體中文）
- 爛番茄上《樓下的房客》的資料（英文）
- AllMovie上《樓下的房客》的资料（英文）
- 豆瓣电影上《樓下的房客》的資料 （简体中文）
- 时光网上《樓下的房客》的資料（简体中文）
- 香港影庫上《樓下的房客》的資料（繁體中文）
- 開眼電影網上《樓下的房客》的資料（繁體中文）
- 台灣電影網上《樓下的房客》的資料（繁體中文）
- 雅虎香港電影上《樓下的房客》的資料（繁體中文）
- Yahoo奇摩電影上《樓下的房客》的資料（繁體中文）
- 互联网电影数据库（IMDb）上《樓下的房客》的资料（英文）